# Fretin
Fretin település Franciaországban, Nord megyében. Lakosainak száma 3221 fő (2022. január 1.). Fretin Templeuve, Vendeville, Avelin, Ennevelin, Lesquin, Péronne-en-Mélantois és Sainghin-en-Mélantois községekkel határos.

## Népesség
A település népességének változása:
| Lakosok száma | 3353 | 3377 | 3404 | 3380 | 3334 | 3290 | 3245 | 3227 | 3221 |
|               | 2013 | 2015 | 2016 | 2017 | 2018 | 2019 | 2020 | 2021 | 2022 |